# 湘潭路街道
湘潭路街道是中国山东省青岛市李沧区下辖的一个街道。

## 行政区划
湘潭路街道下辖枣园社区、青钢社区、南岭社区、大枣园社区、湾头社区、东南渠社区、统建社区、十梅庵社区。